# Județul Vlașca (interbelic)
Județul Vlașca a fost o unitate administrativă de ordinul întâi din Regatul României, aflată în regiunea istorică Muntenia. Reședința județului era orașul Giurgiu.

## Întindere

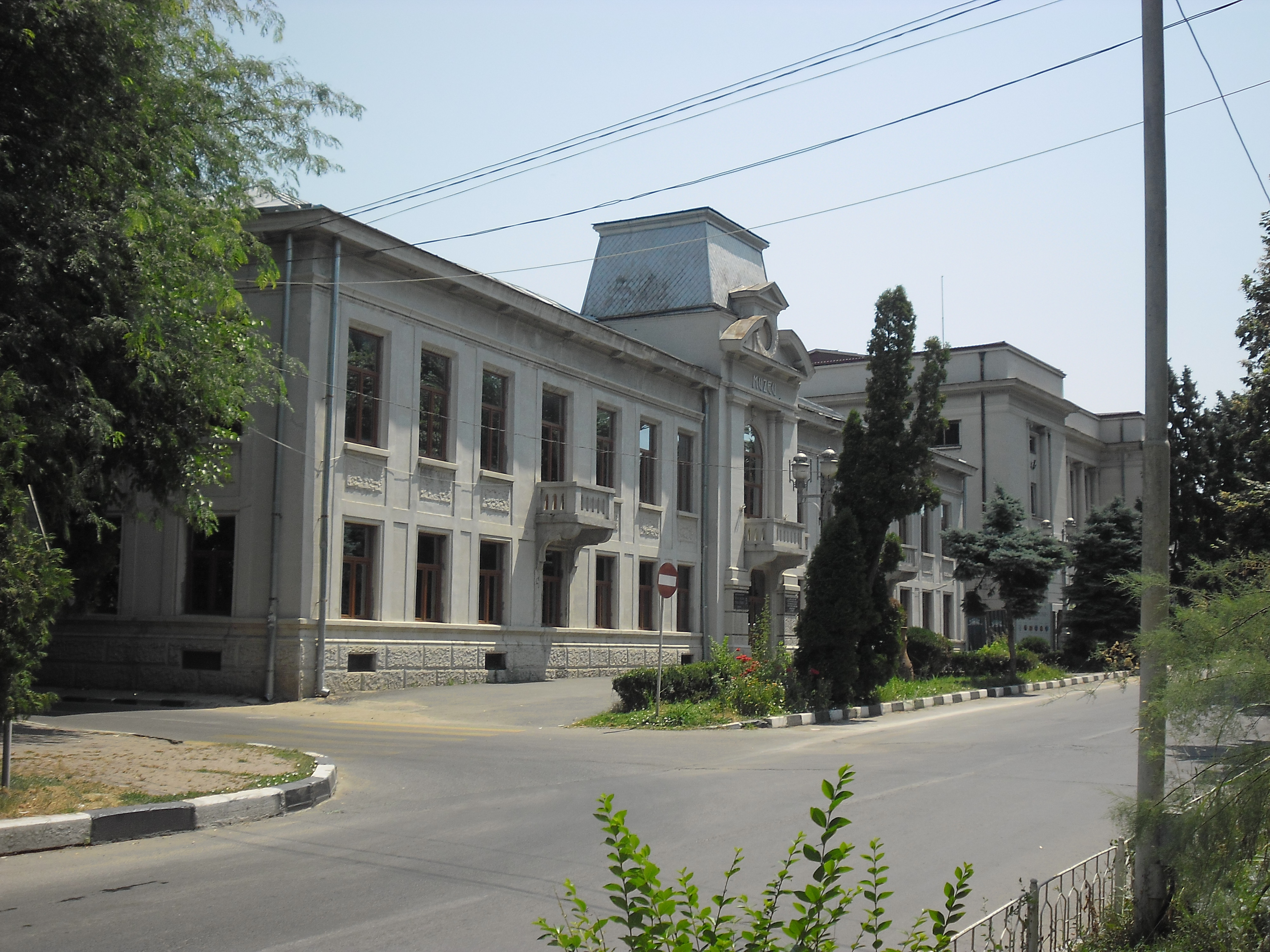
Clădirea Prefecturii județului Vlașca din perioada interbelică. Clădirea-monument istoric, construită între anii 1870-1903 și situată pe Str. Constantin Dobrogeanu Gherea nr. 3, găzduiește în prezent Muzeul Județean „Teohari Antonescu” din Giurgiu.

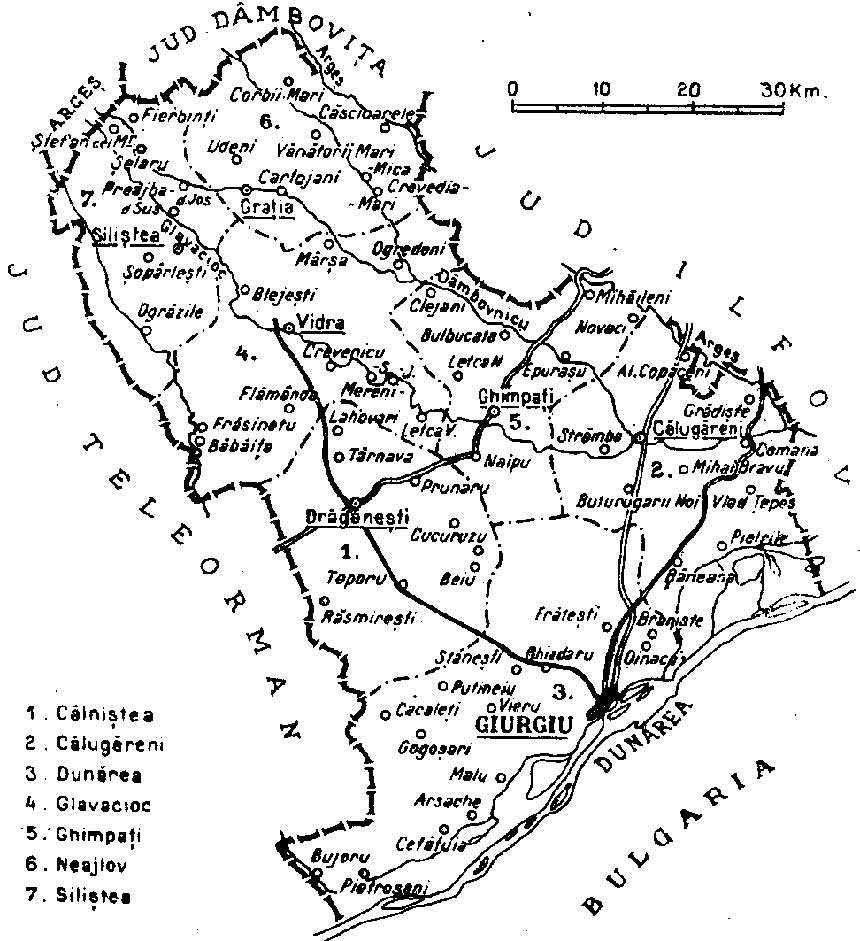
Harta județului, cu dispunerea și denumirea plășilor, în anul 1938.

Județul se afla în partea sudică a României Mari, în sudul regiunii Muntenia. Județul se învecina la vest cu județul Teleorman, la nord-vest cu județul Argeș, la nord cu județul Dâmbovița, la est cu județul Ilfov, iar la sud cu Bulgaria. Suprafața sa coincide în bună parte cu cea a actualului județ Giurgiu, dar există mici porțiuni ale sale cuprinse și în județul Teleorman și județul Dâmbovița de astăzi.

## Organizare
Teritoriul județului era împărțit în cinci plăși până în anii '30 ai secolului al XX-lea:
1. Plasa Călugăreni, sediu comuna Călugăreni,
2. Plasa Câlniștea,
3. Plasa Dunărea,
4. Plasa Glavacioc, sediu comuna Glavacioc și
5. Plasa Neajlov, sediu inițial comuna Neajlovu, apoi comuna Corbii Mari [2].

În anul 1938 județul avea șapte plăși, cele cinci anterioare (Călugăreni, Câlniștea, Dunărea, Glavacioc și Neajlov), la care s-au adăugat ulterior alte două:
1. Plasa Ghimpați, sediu comuna Ghimpați [3] [4]și
2. Plasa Siliștea, sediu comuna Siliștea .

ambele rezultate prin reorganizarea parțială a teritoriului județului.

## Populație
Conform datelor recensământului din 1930 populația județului era de 296.412 locuitori, dintre care 97,1% români, 2,2% țigani, 0,2% maghiari ș.a. Sub aspect confesional populația era formată din 99,4% ortodocși, 0,2% romano-catolici, 0,1% adventiști ș.a.

### Mediul urban
În 1930 populația urbană a județului era de 31.016 locuitori, dintre care 92,7% români, 2,4% țigani, 1,0% maghiari, 0,7% evrei ș.a. Din punct de vedere confesional orășenimea era alcătuită din 96,4% ortodocși, 1,3% romano-catolici, 0,8% mozaici ș.a.